# Błota (województwo pomorskie)
Błota – kolonia w województwie pomorskim, w powiecie chojnickim, w gminie Czersk. 
Miejscowość wchodzi w skład sołectwa Rytel.
W latach 1975–1998 miejscowość administracyjnie należała do województwa bydgoskiego.